# Apicia porrigaria
Apicia porrigaria là một loài bướm đêm trong họ Geometridae.